# The Resistance
The Resistance ist das fünfte Studioalbum der britischen Rockband Muse, das im September 2009 erschien.

## Entstehung und Veröffentlichung
Bereits 2007 während der Tour zu Black Holes and Revelations gab es erste Gerüchte über das nächste Studioalbum. Im Oktober berichtete das Musikmagazin New Musical Express (NME), Muse planten ein elektronisches Album. Man sprach davon, es würde ein 15-minütiges Space Rock-Solo enthalten und vom herkömmlichen Albumformat abgehen. Am 22. Mai berichtete der NME, die Band habe mit dem neuen Album begonnen und zitierte Frontman Matthew Bellamy mit den Worten: „What will come out of that is impossible to say.“ („Was dabei herauskommen wird, kann man unmöglich sagen.“)
Schlagzeuger Dominic Howard erklärte, dass es durch die Weiterentwicklung der Technik möglich geworden sei, Musik direkt nach ihrer Fertigstellung zu veröffentlichen. Gerüchte um kostenlose Downloads, ähnlich Radioheads In Rainbows, wurden jedoch dementiert. Mitte 2008 hatten Muse mehrere neue Songs komponiert. Die Fans sollten jedoch „nicht allzu bald ein neues Album erwarten“, wie Bassist Christopher Wolstenholme erklärte, denn Material zum Aufnehmen liege noch nicht vor, man wolle damit noch im selben Jahr beginnen. Ende des Jahres bestätigte Bellamy Gerüchte um ein 15-minütiges Space-Rock-Solo: Es werde ein dreiteiliges Musikstück sein, das den Charakter einer Sinfonie hat und an dem er sporadisch über mehrere Jahre gearbeitet hatte.
Gleichzeitig gab die Band bekannt, mit den Aufnahmen begonnen zu haben und die Veröffentlichung für Ende 2009 anzupeilen. Im Januar 2009 verkündete ein „Insider mit Kontakten zu Warner“, Muse würde das Album im September veröffentlichen und auf Tournee gehen. Im März erklärte Bellamy, das Album sei halb fertig und charakterisierte es als symphonisch. Wenig später veröffentlichte die Band drei Videos aus dem Studiobetrieb, darunter eine Aufnahmesession in einer Toilette. Im gleichen Monat wurde die Tournee im Herbst bestätigt und Konzerte mit U2 in den USA angekündigt.
Der Albumtitel The Resistance wurde am 22. Mai 2009 über Twitter veröffentlicht. Der erste Songtitel United States of Eurasia wurde über die Website der Band bestätigt, nachdem Fans diesen von einem Foto, auf dem Matthew Bellamy Notenblätter des Liedes hält, entziffert hatten. Kurz darauf erklärte Dominic Howard auf seiner MySpace-Seite,The Resistance werde hoffentlich in einigen Monaten herauskommen; die Band habe gerade einige Lieder abgemischt, die „wicked“ (in etwa „voll krass“) klängen. Es gäbe bis zur Veröffentlichung zwar noch einiges an Arbeit, aber die Band käme gut voran. Am 1. Juni gab Radio 1 der BBC bekannt, es würde in Kürze eine Promotiontour für The Resistance stattfinden, deren Konzertdaten später auf der Webseite der Band aufgelistet wurden.
Am 23. Juni 2009 verkündete Wolstenholme, die Band habe das Album fertiggestellt und müsse es nur noch in New York mastern. Die Trackliste des Albums wurde am 3. Juli über den Tag Stück für Stück über Twitter bekannt gemacht. Die Band kündigte am 14. Juli 2009 ebenfalls via Twitter an, die erste Singleauskopplung werde Uprising sein. Ab dem 17. August 2009 stellte iTunes 30 Sekunden jedes Liedes zum Probehören zur Verfügung.
Am 7. September initiierte Zane Lowe auf BBC Radio 1 die Muse Nacht, während der er Undisclosed Desires gleich zweimal hintereinander spielte, da niemand via Twitter darauf reagiert habe. Auch spielte er einen 30-minütigen Konzertmitschnitt der Band, der am Wochenende zuvor bei einem Konzert in Teignmouth, der Heimatstadt der Band, entstanden war und vom neuen Album die Stücke The Resistance, Undisclosed Desires, United States of Eurasia und Unnatural Selection enthielt.
Am 9. September wurde angekündigt, The Resistance werde im iTunes Store als eine der ersten iTunes LPs zu kaufen sein. Diese sollte das Album selbst und einige Extras wie ein animiertes Begleitheft und Hintergrundvideos enthalten. Zwei Tage später erschien schließlich das Album bei Warner Music. Dieses erschien in seiner Originalausführung als CD (Katalognummer: 2564687434), Download (Katalognummer: 82564686483) und LP (Katalognummer: 2564686966) mit elf Titeln. Am gleichen Tag erschien eine „Limited Edition“ mit Bonus-DVD (Katalognummer: 2564686625).
Geschrieben und produziert wurden die Lieder gemeinsam von den Muse-Mitgliedern Matthew Bellamy, Dominic Howard und Christopher Wolstenholme. Während das Lied Resistance nur von Bellamy geschrieben wurde, sind bei den Liedern United States of Eurasia und I Belong to You die beiden Koautoren Frédéric Chopin und Camille Saint-Saëns aufgeführt, da sich die Band an Werken der Komponisten bedienten. Für die Abmischung zeichnete Mark Stent verantwortlich.

## Inhalt
Die Texte des Albums sind stark von George Orwells 1984 beeinflusst, was in den Liedern Resistance oder United States of Eurasia (+Collateral Damage) zum Ausdruck kommt.

## Titelliste
1. Uprising – 5:05
2. Resistance – 5:47
3. Undisclosed Desires – 3:56
4. United States of Eurasia / Collateral Damage (Excerpt from Nocturne in E-Flat, Op. 9 No. 2) – 5:48
5. Guiding Light – 4:13
6. Unnatural Selection – 6:55
7. MK Ultra – 4:06
8. I Belong to You / Mon cœur s'ouvre à ta voix – 5:39
9. Exogenesis: Symphony, Part 1 (Overture) – 4:18
10. Exogenesis: Symphony, Part 2 (Cross-Pollination) – 3:56
11. Exogenesis: Symphony, Part 3 (Redemption) – 4:37

## Singleauskopplungen
| Jahr | Titel                | Höchstplatzierung, Gesamtwochen, AuszeichnungChartplatzierungen (Jahr, Titel, , Platzierungen, Wochen, Auszeichnungen, Anmerkungen) | Höchstplatzierung, Gesamtwochen, AuszeichnungChartplatzierungen (Jahr, Titel, , Platzierungen, Wochen, Auszeichnungen, Anmerkungen) | Höchstplatzierung, Gesamtwochen, AuszeichnungChartplatzierungen (Jahr, Titel, , Platzierungen, Wochen, Auszeichnungen, Anmerkungen) | Höchstplatzierung, Gesamtwochen, AuszeichnungChartplatzierungen (Jahr, Titel, , Platzierungen, Wochen, Auszeichnungen, Anmerkungen) | Höchstplatzierung, Gesamtwochen, AuszeichnungChartplatzierungen (Jahr, Titel, , Platzierungen, Wochen, Auszeichnungen, Anmerkungen) | Anmerkungen                                                 |
| Jahr | Titel                | DE | AT | CH | UK | US | Anmerkungen                                                 |
| ---- | -------------------- | --- | --- | --- | --- | --- | ----------------------------------------------------------- |
| 2009 | Uprising             | DE40 (9 Wo.)DE | AT29 (13 Wo.)AT | CH8 Platin · (44 Wo.)CH | UK9 Platin · (25 Wo.)UK | US37 Platin · (13 Wo.)US | Erstveröffentlichung: 3. August 2009 Verkäufe: + 3.420.833  |
| 2009 | Undisclosed Desires  | DE17 (25 Wo.)DE | AT45 (9 Wo.)AT | CH21 (29 Wo.)CH | UK49 Silber · (7 Wo.)UK | — | Erstveröffentlichung: 16. November 2009 Verkäufe: + 346.400 |
| 2010 | Resistance           | — | — | — | UK38 (2 Wo.)UK | — | Erstveröffentlichung: 22. Februar 2010                      |
| 2010 | Exogenesis: Symphony | — | — | — | — | — | Erstveröffentlichung: 17. April 2010                        |

## Rezeption
The Resistance wurde bei den Grammy Awards 2011 in der Kategorie „Best Rock Album“ ausgezeichnet.

## Kommerzieller Erfolg

### Chartplatzierungen
| ChartsChartplatzierungen       | Höchstplatzierung | Wochen |
| ------------------------------ | ----------------- | ------ |
| Deutschland (GfK)              | 1 (51 Wo.)        | 51     |
| Österreich (Ö3)                | 1 (48 Wo.)        | 48     |
| Schweiz (IFPI)                 | 1 (64 Wo.)        | 64     |
| Vereinigte Staaten (Billboard) | 3 (67 Wo.)        | 67     |
| Vereinigtes Königreich (OCC)   | 1 (67 Wo.)        | 67     |

| ChartsJahrescharts (2009)      | Platzierung |
| ------------------------------ | ----------- |
| Deutschland (GfK)              | 77          |
| Schweiz (IFPI)                 | 7           |
| Vereinigte Staaten (Billboard) | 124         |
| Vereinigtes Königreich (OCC)   | 25          |

| ChartsJahrescharts (2010)      | Platzierung |
| ------------------------------ | ----------- |
| Deutschland (GfK)              | 86          |
| Österreich (Ö3)                | 53          |
| Schweiz (IFPI)                 | 25          |
| Vereinigte Staaten (Billboard) | 98          |
| Vereinigtes Königreich (OCC)   | 54          |

### Auszeichnungen für Musikverkäufe
| Land/Region                  | Auszeichnungen für Musikverkäufe (Land/Region, Auszeichnung, Verkäufe) | Verkäufe    |
| ---------------------------- | ---------------------------------------------------------------------- | ----------- |
| Australien (ARIA)            | Platin                                                                 | 70.000      |
| Belgien (BRMA)               | Platin                                                                 | 30.000      |
| Dänemark (IFPI)              | 2× Platin                                                              | 40.000      |
| Deutschland (BVMI)           | Platin                                                                 | 300.000     |
| Europa (IFPI)                | 2× Platin                                                              | (2.000.000) |
| Finnland (IFPI)              | Platin                                                                 | 23.536      |
| Frankreich (SNEP)            | Diamant                                                                | 500.000     |
| Irland (IRMA)                | Platin                                                                 | 15.000      |
| Italien (FIMI)               | 2× Platin                                                              | 120.000     |
| Kanada (MC)                  | 2× Platin                                                              | 160.000     |
| Neuseeland (RMNZ)            | 2× Platin                                                              | 30.000      |
| Niederlande (NVPI)           | Gold                                                                   | 30.000      |
| Norwegen (IFPI)              | Gold                                                                   | 15.000      |
| Österreich (IFPI)            | Gold                                                                   | 10.000      |
| Polen (ZPAV)                 | Gold                                                                   | 10.000      |
| Portugal (AFP)               | Platin                                                                 | 20.000      |
| Russland (NFPF)              | Gold                                                                   | 10.000      |
| Schweiz (IFPI)               | Platin                                                                 | 30.000      |
| Spanien (Promusicae)         | Gold                                                                   | 30.000      |
| Vereinigte Staaten (RIAA)    | Platin                                                                 | 1.000.000   |
| Vereinigtes Königreich (BPI) | 2× Platin                                                              | 790.000     |
| Insgesamt                    | 6× Gold · 20× Platin · 1× Diamant ·                                    | 3.263.536   |

Hauptartikel: Muse (Band)/Auszeichnungen für Musikverkäufe